# Vioolconcert (Chatsjatoerjan)
Het Vioolconcert in d mineur, opus 46 (Russisch: Концерт для скрипки с оркестром, Kontsert dlya skripki s orkestrom) is een compositie van  Aram Chatsjatoerjan van Armeense komaf. Chatsjatoerjan schreef het werk in 1940.
Het vioolconcert is opgezet in de traditie van een concerto, een langzaam deel wordt ingesloten door twee snelle delen. Het werk staat vol met tempowisselingen:
1. Allegro con fermezza – Poco meno mosso – Tempo I – Meno mosso – lento ma non troppo – Tempo I –poco meno mosso – Tempo I
2. Andante sostenuto – Allegretto- Allegro – Andante- poco meno mosso – piu mosso – Tempo I – Con passione poco piu mosso
3. Allegro vivace

Zowel de componist als de solist schreef een cadenza bij dit werk.

## Geschiedenis
Chatsjatoerjan componeerde zijn enige vioolconcert in twee maanden in de zomer van 1940. Hij droeg het werk op aan de Russische meesterviolist David Oistrach. Het werk beleefde haar première op 16 november dat jaar te Moskou, uiteraard door Oistrach, begeleid door het Staatssymfonieorkest van USSR onder leiding van Aleksandr Gaoek.
Chatsjatoerjan zette met de drieark van concerten, - een pianoconcert (1936), een celloconcert (1946) en dit vioolconcert – zijn reputatie als de grootste Armeense componist van zijn tijd veilig. Het vioolconcert is geschreven in de traditie van de grote romantische vioolconcerten als het vioolconcert van Pjotr Iljitsj Tsjaikovski.
Het concert werd goed ontvangen, alhoewel er ook opmerkingen waren dat het behoudend was. Chatsjatoerjan ontving er in 1941 in ieder geval de Stalinprijs voor kunsten voor.

## Het vioolconcert
Het Allegro con fermezza trapt af met een bruusk dalende passage van het orkest waarna de solist het voortouw neemt. De solist speelt een thema dat is gebaseerd op Armeense volksmuziek, iets wat Chatsjatoerjan graag in zijn composities mocht verwerken. De hobo zet het rustige tweede thema neer, waarna de viool pulserend speelt begeleid door akkoorden van de fluit en de harp. De passie laait weer op met een variatie op het eerste thema. Het tweede thema mengt zich erdoorheen. Dan volgt er een cadenza die vooral bestaat uit een uitwerking van het tweede thema. Na de cadenza komt het eerste thema weer terug in de vorm van een reprise. Het eerste deel sluit met een beweeglijk coda.
De fagot en de strijkers zetten voor het tweede deel een laag thema neer wat de weg opent voor de solist in een uitgesproken melodie die op Slavische liederen is gebaseerd. De strijkers doen de terughoudende sfeer wat teniet. De houtblazers volgen de strijkers om de sfeer te doen opwellen. Een korte zeer krachtige uitbarsting van het orkest is het resultaat, wat weer gevolgd wordt naar een terugblik van de strijkers die weer laag spelen. De solist pakt de sfeer weer op waarna een passionele behandeling van het hoofdthema volgt door het gehele orkest. Het Andante sostenuto sluit in de luwte waarin het begon.
Het Allegro vivace begint met het grootst denkbare contrast ten opzichte van het vorige deel. Het gehele orkest speelt waarbij het slagwerk een prominente rol heeft. Een dergelijke opening zien we bij Chatsjatoerjan ook terug in bijvoorbeeld het eerste deel van zijn pianoconcert. Het orkest zet de levendige sfeer neer voor de solist. Op een prachtige melodie worden verscheidene figuraties losgelaten. In het centrale deel van het Allegro vivace wordt een passioneel thema neergezet dat is afgeleid van een thema uit het Allegro con fermezza. Een korte orkestrale climax brengt de zeer levendige sfeer van de opening van het derde deel terug waarna de beide gebruikte thema’s uit dit deel samenkomen tot een krachtig slot wat het concert sluit.
Het werk mag zich verheugen in een uitgebreide discografie, er zijn in 2022 meer dan vijftig uitvoeringen in omloop. Die populariteit is ook terug te vinden in uitvoeringen door het Koninklijk Concertgebouworkest. Ze speelden het in de periode tussen 1947 en 2004 zes keer onder dirigenten Eduard van Beinum (1947, 2x 1956), Daniel Sternefeld (1954) en Hans Leenders (2x 2004). Solisten waren Ede de Zathurecsky (1947), Thomas Magyar (1954), Jean Louis Stuurop (1956) en Vesko Eschkenazy (2004). In totaal speelde het orkest slechts zes werken van Chatsjatoerjan verspreid over elf concerten.  Daartegenover staat dat het werk nog nooit is uitgevoerd tijdens de Proms-concerten van de BBC (de transcriptie voor fluit wel).

### Orkestratie
- soloviolist
- 3 dwarsfluiten (III ook piccolo), 3 hobo’s (III ook althobo), 3 klarinetten, 2 fagotten
- 4 hoorns, 3 trompetten, 3 trombones, 1 tuba
- pauken, percussie, harp
- violen, altviolen, celli, contrabassen

## Transcriptie
Van het werk is tevens een transcriptie voor dwarsfluit en orkest, gemaakt door Jean-Pierre Rampal in 1968, daartoe aangemoedigd door Chatsjatoerjan zelf. Rampal schreef voor deze transcriptie een nieuwe cadenza voor het eerste deel, maar verder bleef hij zo dicht als mogelijk bij het origineel. Binnen het repertoire voor fluit neemt het concert een prominente plaats is.